# سامرا
سامِرا (به عربی: سامَرّاء) (مخفف شده: سُرِّ مَن رَأیٰ؛ به معنای: شاد شود هر که آن را بدید) شهری در میانهٔ عراق، در استان صلاح‌الدین؛ در کرانهٔ دجله، ۱۲۵ کیلومتری شمال بغداد جای گرفته‌است. در سال ۸۳۶م به دستور خلیفهٔ عباسی معتصم بالله بنیان نهاده شد تا به‌جای بغداد پایتخت شود.
مسجد جامع سامرا و مسجد و حرم عسکریین دو بنای بنام در سامرا است.

## تاریخچه
معتصم بالله خلیفهٔ عباسی (خلافت از ۲۱۸ قمری) دستور ساختن شهر را داد و پس از اتمام به آنجا نقل مکان کرد. بدین ترتیب پایتخت خلافت از شهر بغداد به سامرا منتقل شد. این شهر به نام سازنده آن عسکر المعتصم نیز نامیده می‌شد. لقب عسکری حسن عسکری امام یازدهم شیعیان برگرفته از این نام است.
بابک خرمدین، رهبر جنبش سرخ جامگان برضد اشغالگری اعراب پس از حمله مسلمانان به ایران، در ۱۸ دی ۲۳۶ خورشیدی به دستور معتصم بالله کشته‌شد. ابتدا دست و پای وی را به‌تدریج قطع کردند. سپس جنازه‌اش را در شهر سامرا بر سر دار کشیدند.
تا سال ۲۵۶ ه. هشت خلیفه از این شهر حکمرانی و خلافت نمودند. در این سال المعتمد علی اللَّه عباسی بار دیگر به بغداد بازگشت و آنجا را پایتخت خلافت قرار داد.
سامرا طی مدت سه دهه پایتختی، توسعه فراوانی یافت و تعداد زیادی از کاخ‌ها و تفریح‌گاه‌ها و مساجد در این شهر ساخته شد.
سامرا در سال ۲۲۷ هجری، که معتصم مرد، به قدری آباد بود که در شکوه و جلال کاخ‌ها و زیبایی ابنیه با بغداد رقابت می‌کرد. شکوه و جلال سامرا تا زمانی پایید که خلفای عباسی آنجا را مقر خلافت خود قرار داده بودند. پس از بازگشت آنان به بغداد شکوه و جلال و عظمت سامرا به پایان رسید و آن کاخ‌ها یکی پس از دیگری رو به ویرانی نهاد.

## زیارتگاه‌ها

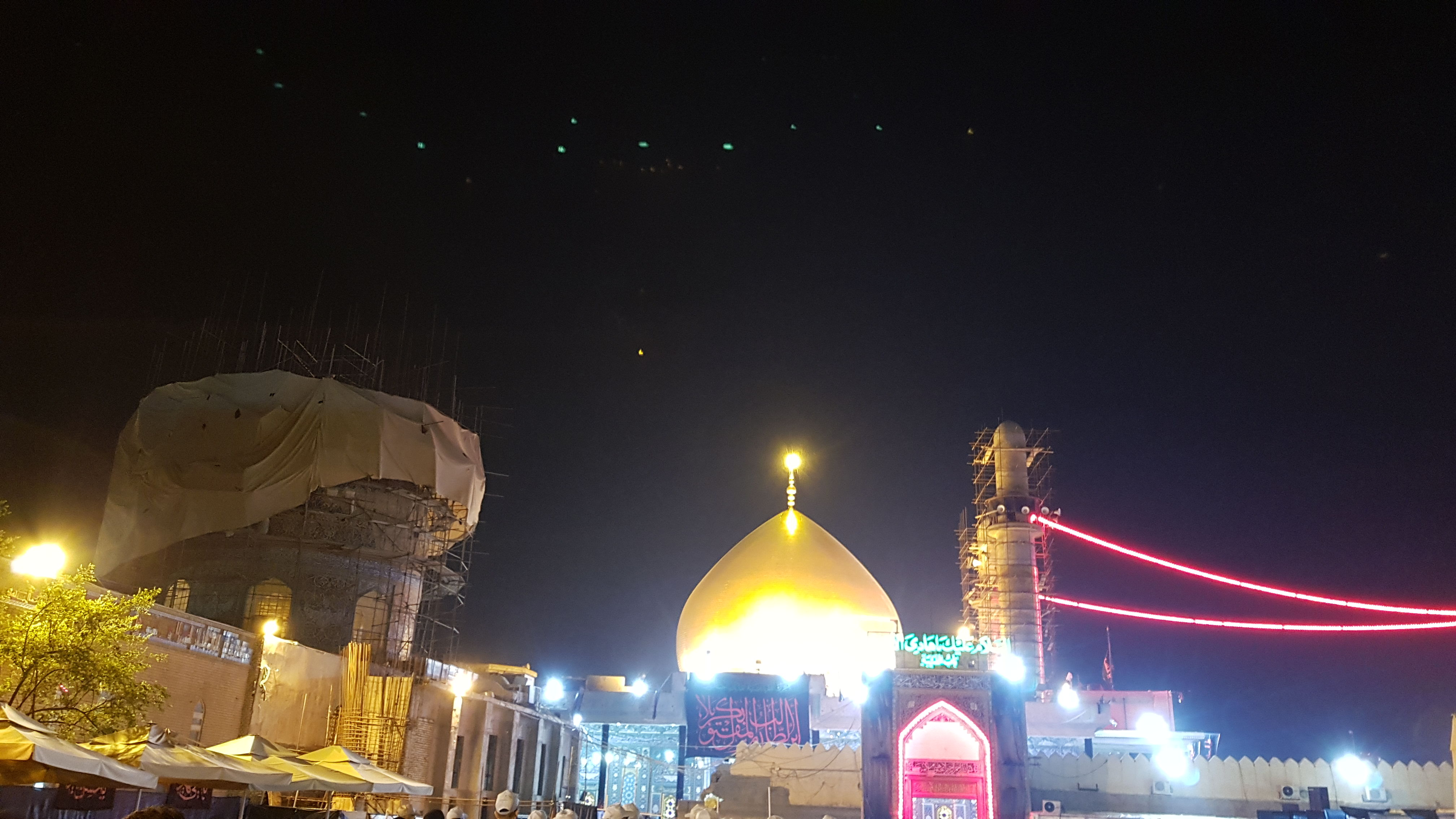
حرم امام حسن عسکری و امام هادی از پیشوایان شیعه

آرامگاه علی بن محمد هادی، امام دهم شیعه (تاریخ درگذشت: سال ۲۵۴ ه) و امام یازدهم، حسن بن علی عسکری (تاریخ درگذشت: ۲۶۰ ه) از زیارتگاه‌های شهر امروزی سامرا است. نخستین ساختمان بر آرامگاه آنان، از قرن چهارم هجری است که تاکنون همواره تجدید و ترمیم شده و توسعه یافته‌است. این آرامگاه دارای گنبدی‌است که یکی از بزرگ‌ترین گنبدها در جهان اسلام است، محیط این گنبدِ طلاییِ عظیم، ۶۸ متر است که در آن ۷۲ هزار کاشی طلا به کار رفته‌است. در دو سمت این گنبد دو گلدسته طلایی قرار دارد که هر یک دارای ۳۶ متر طول است.

### انفجارهای ۲۰۰۶ حرم عسکریین
سامرا بین مسلمانان اهمیت مذهبی دارد. این شهر یکی از شهرهای مذهبی عراق به‌شمار می‌رود، آرامگاه دو تن از امامان شیعه علی الهادی و حسن عسکری در آنجا قرار دارد. علاوه بر اینکه آرامگاه دو تن از امامان شیعه آنجاست، شیعیان معتقدند که مهدی موعود نیز در این شهر زاده شده‌است. همچنین سردابی بنام حجت بن الحسن نیز در حرم عسکریین واقع شده است. مسجد جامع سامرا یکی از بناهای مهم این شهر می‌باشد که منارهٔ آن شهرت ویژه‌ای دارد.
در فوریه ۲۰۰۶ در یک اقدام تروریستی، ضریح امامان علی الهادی و حسن العسکری در سامرای عراق توسط القاعده منفجر و بخش مهمی از گنبد و بارگاه آن ویران شد. این اقدام تروریستی منجر به ازدحام بیشتر اهل تشیع به بارگاه امامین شریفین شده که حتی مسیر ۱۵ کیلومتری آن را پیاده‌روی انجام می‌دهند.

## موقعیت جغرافیایی

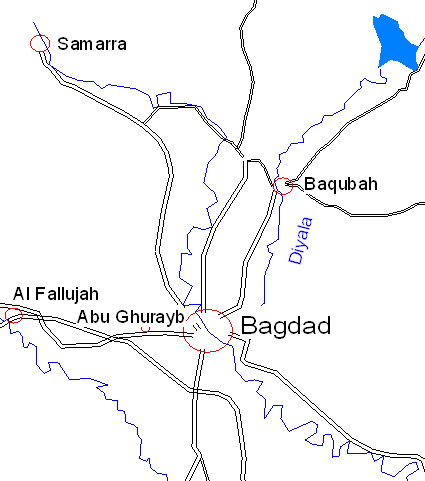
نقشهٔ موقعیت جغرافیایی شهر سامرا